# The Heinrich Maneuver
The Heinrich Maneuver is de eerste single van het derde album Our Love to Admire van de band Interpol. Het nummer staat van 15 juni tot en met 29 juni 2007 op nummer 1 van de Kink 40. Ook behaalt het nummer de 11e plaats in de US Modern Rock Tracks en de 31e plaats in de UK Singles Chart.